# ライズ・レコード
ライズ・レコード（Rise Records）は、アメリカ合衆国オレゴン州ビーバートンに本拠を置く、インディー・レコードレーベルである。主にポスト・ハードコアやメタルコアバンドが所属しており、The Devil Wears Pradaを輩出したレーベルとして知られている。傘下レーベルとしてヴェロシティ・レコード（Velocity Records）を擁する。

## 概要
1991年、クレグ・エリクソン(Craig Ericson)によってカリフォルニア州ネバダシティで創設された。1999年にオレゴン州ポートランドにオフィスを移転。2013年にはポートランドの近くのビーバートンに移転した。

## 主なアーティスト

### 現在所属しているバンド
- The Acacia Strain - ジ・アケイシャ・ストレイン
- American Me
- The Bouncing Souls
- The Color Morale - ザ・カラー・モラール
- Crown the Empire
- Dance Gavin Dance - ダンス・ギャヴィン・ダンス
- The Early November
- Evergreen Terrace
- Face to Face
- For the Fallen Dreams - フォー・ザ・フォールン・ドリームス
- Further Seems Forever
- Hot Water Music
- LGND
- Like Moths to Flames
- Make Do and Mend
- Man Overboard
- Memphis May Fire - メンフィス・メイ・ファイヤー
- Poison the Well
- SECRETS -　シークレッツ
- Transit

### ヴェロシティ・レコードのバンド
- A Loss for Words
- Abandon All Ships - アバンドン・オール・シップス

### かつて所属していたバンド
- The Air I Breathe
- Attack Attack! - アタック・アタック!
- The Bled (2011年解散)
- Bleeding Through
- Daytrader
- Decoder
- The Devil Wears Prada - デヴィル・ウェアーズ・プラダ (活動中・フェレット・ミュージックと契約)
- Dream On, Dreamer
- Emarosa - エマロサ(Hopeless Recordsに移籍)
- Fire From the Gods (Better Noise Musicに移籍)
- In Fear and Faith - イン・フィアー・アンド・フェイス
- Miss May I - ミス・メイ・アイ (SharpTone Recordsに移籍)
- MSWHITE (2011年解散)
- My Ticket Home (Spinefarm Recordsに移籍)
- Of Mice & Men - オブ・マイス・アンド・メン (2021年にSharpTone Recordsに移籍)
- Piebald
- The Plot In You (Stay Sick Recordings、後にFearless Recordsに移籍)
- PMtoday (2011年解散)
- Scarlett O'Hara (活動中・2011年に契約破棄)
- Sharks
- Sleeping with Sirens (以降はEpitaph Records、Warner、Sumerian Recordsに所属)
- Ten After Two
- That's Outrageous!
- This Is Hell
- Tides of Man
- Woe, Is Me - ウォウ,イズ・ミー (2013年解散)
- Your Demise